# 俄国内战
俄国内战（羅馬化：Grazhdanskaya voyna v Rossii），也称為苏联国内战争、苏俄国内战争、第12次俄土战争、俄国革命或對蘇干涉戰爭，是於1917年11月—1922年10月，在前俄罗斯共和国境内发生的一场战争，交战双方是红军和由共和国临时政府力量组成的联合力量白军，还有协约国出兵干涉，部分战事还蔓延到蒙古和波斯。
事件起因是列宁领导的布尔什维克苏维埃份子向俄罗斯共和国政府发动武装革命。俄罗斯官方称法为“1917年—1922年的内战和俄国大革命”。苏维埃力量于1919年在乌克兰击败共和国军南俄武装力量，并在西伯利亚击败亚历山大·高尔察克的武装。随后彼得·弗兰格尔领导的共和国军于1920年秋在克里米亚被苏维埃力量击败。
许多独立运动随着俄罗斯共和国的崩溃和战争的进行而发起。其中芬兰、爱沙尼亚、拉脱维亚、立陶宛和波兰成为主权国家。前俄罗斯共和国的其余领土在战后成立俄罗斯苏维埃社会主义联邦共和国和其他国家一并加入苏联。

## 背景

### 第一次世界大战
俄罗斯帝国从1914年起即与法兰西第三共和国和大不列颠及爱尔兰联合王国（三國協約）一起参加了第一次世界大战，对抗德意志帝國、奥匈帝国和奥斯曼帝国（中央同盟）。

### 二月革命
1917年3月，二月革命迫使沙皇尼古拉二世退位，导致新成立的俄國臨時政府与全国各地组织起来的苏维埃（由工人、士兵和农民组成的民选委员会）形成了双重政权的局面。1917年9月，俄羅斯共和國宣布成立。

### 红军的创建
1917年11月十月革命胜利之后，旧的俄罗斯帝国军队被解散，志愿者组成的赤卫队是布尔什维克主要的军事力量，由布尔什维克政权的安全机构契卡的武装军事部分扩建而来。在战斗中遭遇重挫后，1918年1月，战时人民委员列夫·托洛茨基领导赤卫队改组为工农红军，以创建更专业的武装力量。政治委员被任命到每个支队以维持士气并保持忠诚。
1918年6月，纯粹的工人组成的革命军将会变得弱小的问题凸显出来，托洛茨基在红军中建立了面向乡村地区农民的强制征兵制。俄国农村对红军征兵部队的反抗被劫取人质及为强制执行而实施的枪杀镇压，同样的手法也被白军军官完全运用。革命家以“军事专家”（voenspetsy）的名义启用前沙皇军官，有时为使他们保持忠诚而将其家属劫为人质。战争开始之际，四分之三的红军军官由前沙俄时期的军官组成。战争结束时，所有红军师级和团级83%的指挥官都是前沙皇时期的将士。

### 反布尔什维克运动

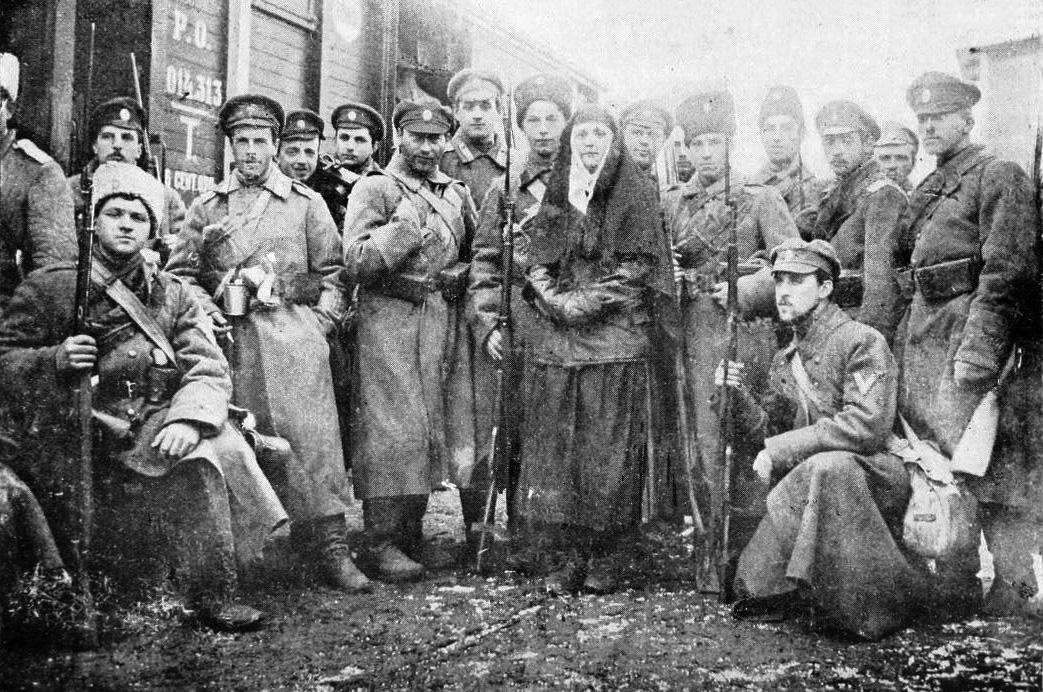
1918年1月，南俄的反布尔什维克志愿军

白军对红军的反抗开始于布尔什维克起义随后的时日，和德國、奧匈帝國、保加利亞、鄂圖曼帝國簽訂的布列斯特-立陶夫斯克條約和政治禁令成为俄国内外反布尔什维克团体建立的导火线，把他们推进反抗新政权的行动中。
反布尔什维克力量组成的松散的联盟公开反对布爾什維克，包括地主、共和主义者、保皇党人、中产阶级公民、反动派、前君主主義者、自由主义者、军官、怀有不满的非布尔什维克社会主义者民主改良主义者，只因他们反对布尔什维克统治而自愿联合。他们的武装力量由强制征兵和恐惧和外国影响所支撑，并由尤登尼奇将军、海军上将高尔察克和邓尼金将军领导，人称白军，并且在战争中的大部分时候控制着前沙皇俄国的重要部分。
被称作黑卫军的乌克兰民族主义运动在战争初期活跃于乌克兰。更重要的是被称作乌克兰革命起义军或由内斯托尔·马赫诺领导的无政府主义黑军的无政府主义政治和军事力量的出现。拥有为数众多的犹太人和乌克兰农民的黑军在1919年阻止邓尼金将军的白军向莫斯科的进攻时发挥了关键作用，随后从克里米亚驱逐了哥萨克武装。
伏尔加河流域、乌拉尔山区、西伯利亚和远东地区的遥远距离受到反布尔什维克力量的青睐，而且白军在这些地区的城市建立了许多组织。一些军事力量建立在这些城市中的秘密军官组织的基础上。

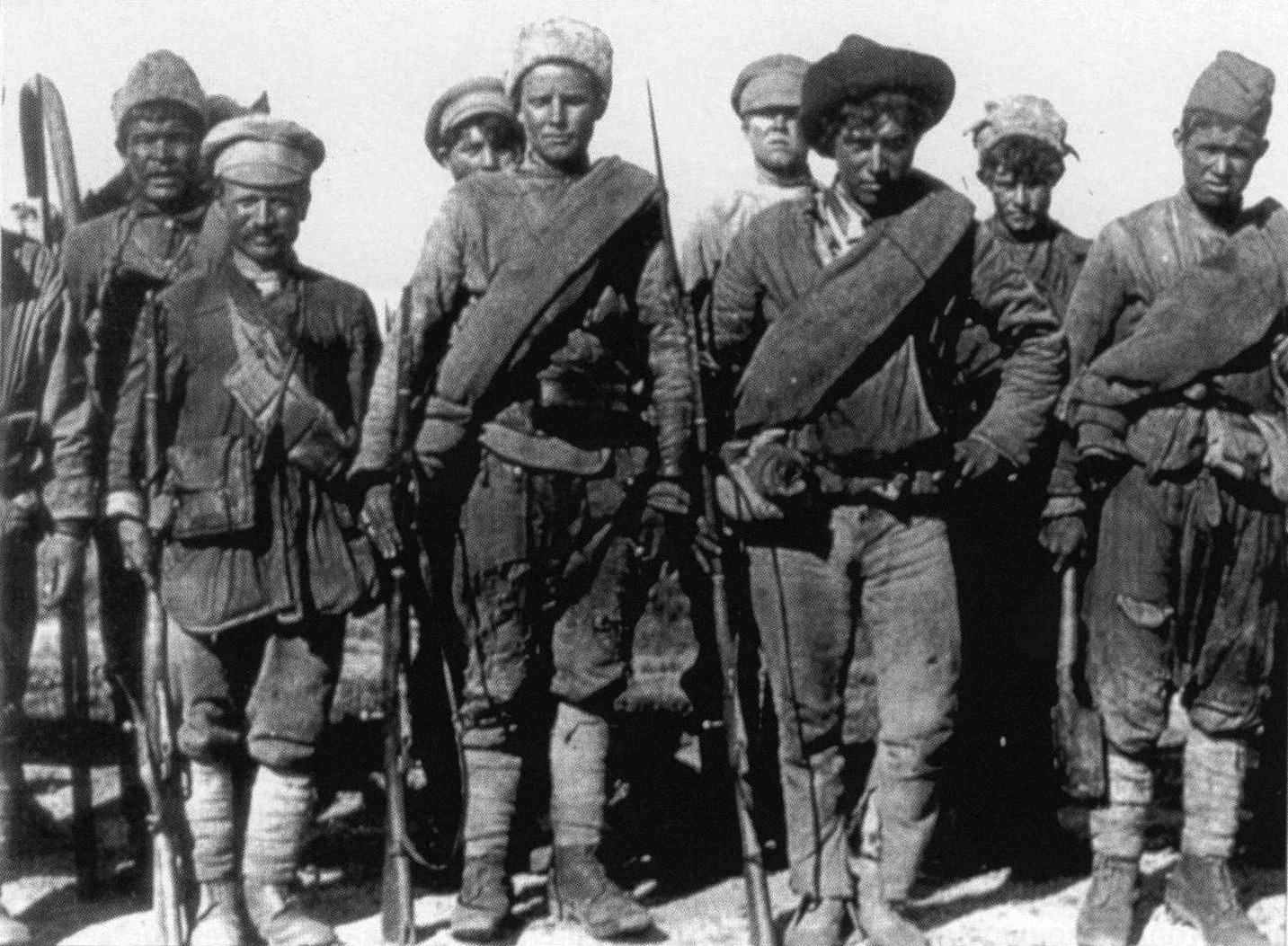
1919年，白軍西伯利亞軍隊的士兵

捷克斯洛伐克军团曾经是俄军的一部分，并在1917年10月有30,000人的部队。他们和新的布尔什维克政府达成了从东方战线通过海参崴的港口到法国撤退的协议。从东方战线到海参崴港口的交通在混乱中变得缓慢，而且装甲兵全部分散在西伯利亞鐵路两侧。在同盟国的压力下，托洛茨基下令解除武装并逮捕士兵，这给布尔什维克造成了压力。

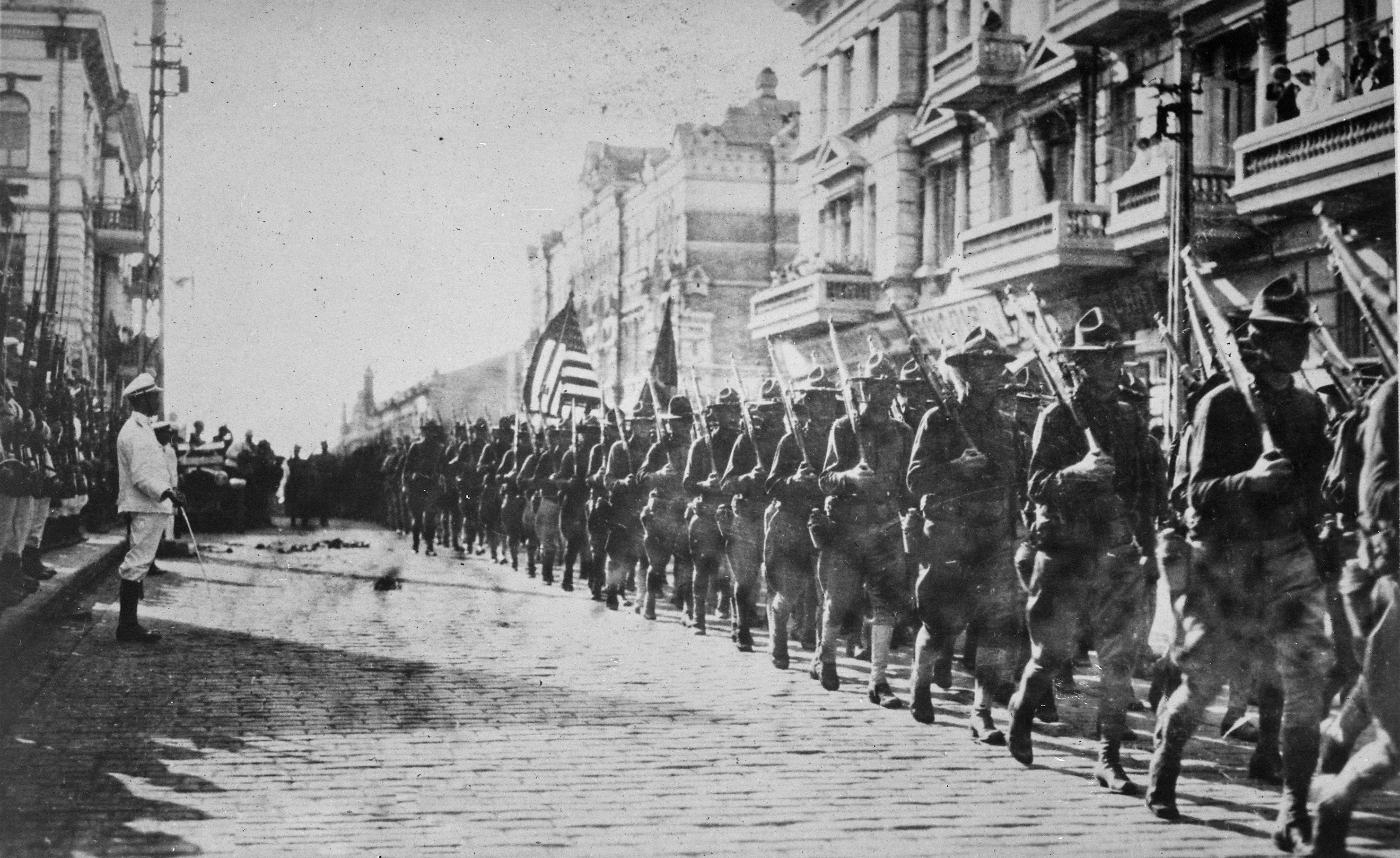
1918年8月，协约国武装干涉俄国内战期间在符拉迪沃斯托克的美军

协约国也对布尔什维克表现出了惊讶。他们担心：（1）俄罗斯与德国可能会联手（2）布尔什维克的前景会给他们造成不负责任和违约及俄罗斯帝国大量外债的恐惧（3）共产主义革命思想会传播蔓延（许多同盟國也有此担忧）。因此，这些国家的大多数都支持白军，对其提供装甲和物资。温斯顿·丘吉尔宣称布尔什维克主义必须“扼杀在摇篮里”。英法两国为俄国支援了大量战争物资。条约签订后，有迹象表明这些物资很多都落入德国之手。在这一借口下协约国武装干涉俄国内战以英法向俄国港口派遣部队开始。那里有效忠布尔什维克的军队的暴力冲突。
德國和奧匈帝國發動十一天戰爭入侵蘇維埃俄國後，並在布列斯特-立陶夫斯克條約下创建了几个短命的卫星緩衝國：“库尔兰和瑟米利亚公国”、“立陶宛王国”、“白俄罗斯人民共和国”和“乌克兰国”。随着德国于1918年11月在西線中战败，这些国家被废除。
芬兰王國是于1917年12月率先宣布从俄国独立的政权，并在随后于1918年1月至5月发生的芬蘭內戰中覆灭。波兰第二共和国、立陶宛、拉托维亚和爱沙尼亚在布列斯特-立陶夫斯克條約被废除后建立了自己的军队，并在1918年11月打响苏联西线攻势。

## 格局与大事记

1918年2月布尔什维克的控制范围
1918年夏布尔什维克的控制范围
反布尔什维克武装的最大控制范围（主要為布列斯特條約後建立的緩衝國，這些國家受德國及其盟國保護）

在俄国的欧洲部分，战争经历了三条主要的前线：东部、南部和西北前线。还可大致分成下列阶段。
第一阶段是从革命一直持续到停火。早在革命那天，哥萨克将军卡列金拒绝承认并取得頓河流域所有政府军的指挥权，在那里开始得到志愿军的支持。布列斯特-立陶夫斯克条约的签订也直接导致了盟国的直接干预及对布尔什维克政府的武装反抗。有许多德国军官也要求支持反击布尔什维克，出于与之正在逼近的对抗的担心。
第二阶段，布尔什维克从临时政府和白军手中控制了中亚，在草原地区和突厥斯坦建立了共产党支部，那里有2百万俄罗斯人定居。
许多发生在第一阶段的战斗是零星的，表明只有一小部分人处在易变的环境下并迅速转移战略场景。处在对抗地位的是捷克斯洛伐克人，被称作捷克斯洛伐克军团或“白色捷克人”；波兰第五步兵师的波兰人和支持布尔什维克的红色拉脱维亚步兵团。
战争的第一阶段从1919年1月一直持续到11月。起初白军从南部（邓尼金将军指挥下）、东部（高爾察克海军上将指挥下）和西北部（尤登尼奇将军指挥下）的进军取得了成功，迫使红军及其左翼盟友撤退到全部三条战线。1919年7月，红军在大批叛军在克里米亚加入内斯托尔·马赫诺领导的无政府主义黑军后遭遇了另一次失败，使无政府主义武装在乌克兰巩固了权力。
列夫·托洛茨基很快改革了红军，终结了两个无政府主义军事同盟的第一个。6月，红军首先打退了高尔察克的进军。经过一系列的交战，在黑军进攻白军补给线的帮助下，红军分别在10月和11月击败了邓尼金和尤登尼奇的军队。
战争的第三阶段在克里米亚延长了对最后一支白军的围攻。弗兰格尔召集了邓尼金军队的残余势力，占据克里米亚大部分地区。向乌克兰南部进军的企图被内斯托尔·马赫诺领导的无政府主义黑军挫败。被马赫诺的部队推进到克里米亚后，弗兰格尔在克里米亚转入防御。北上反击红军失败后，弗兰格尔的军队被红军和黑军向南推进，弗兰格尔和残余势力于1920年11月撤退到君士坦丁堡。

## 战争进行

### 十月革命
十月革命中，布尔什维克党领导赤卫队（工人和帝俄军队的逃兵组成的武装）以夺取对彼得格勒（圣彼得堡）的控制，并迅速展开对前俄罗斯帝国城市和乡村的占领。1918年1月布尔什维克解散了俄国临时政府并提前宣布苏维埃（工人的代表会议）为俄国的新政府。

### 最初的反布尔什维克起义

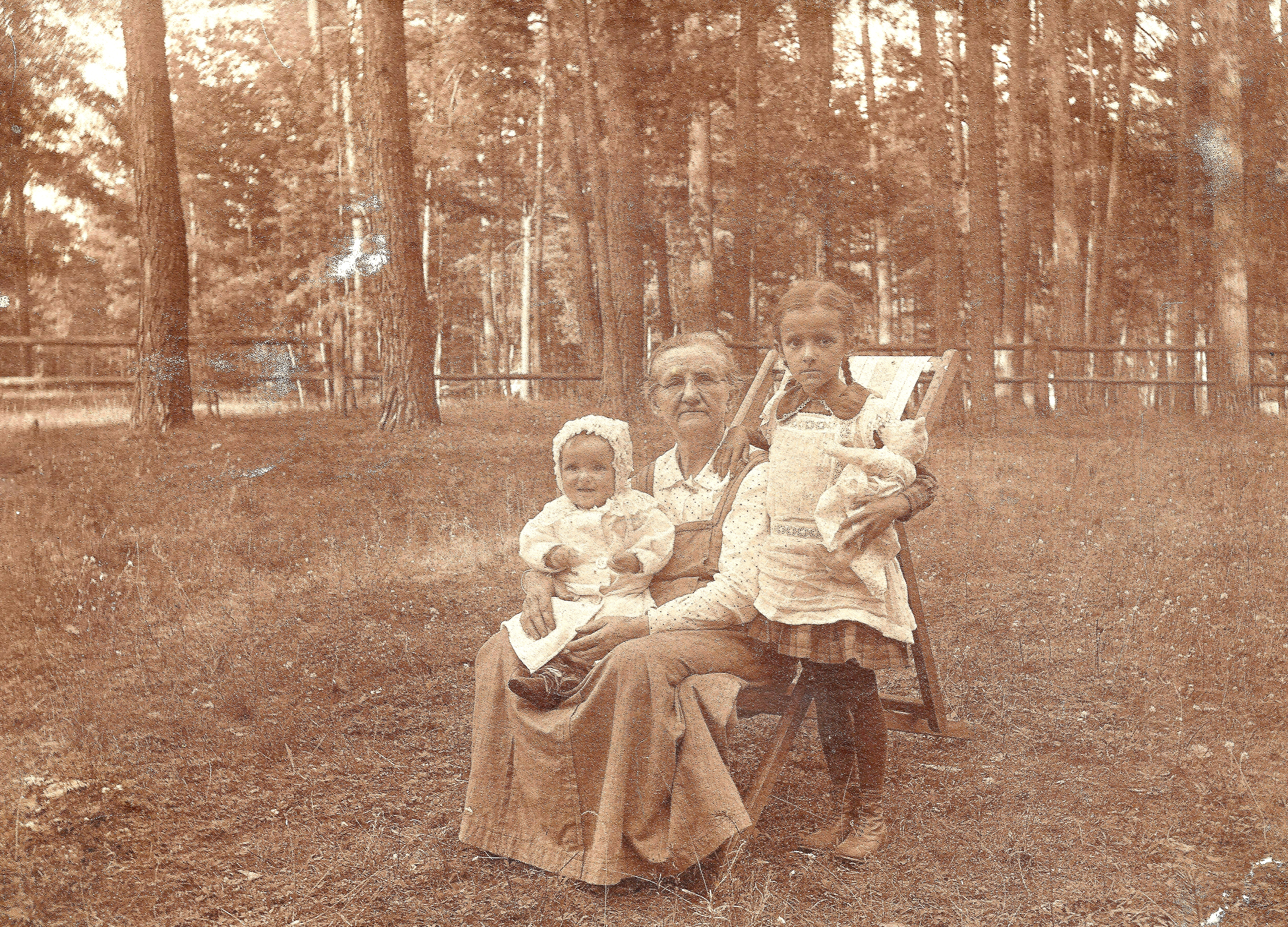
1917年夏天在俄国莫斯科附近。达恰的公园里，一个德意志老人和她的两个外孙女。孩子们在波折地逃脱中和瑞士的父母一起到瑞士（大约在1921年），先是居住在俄国南部（顿河畔罗斯托夫），随后逃经敖德萨通过密封的牛车到了华沙。当家庭到达巴塞尔，他们不得不接受强制隔离检疫。

最初从布尔什维克手中夺回政权的尝试是1917年10月发动的克伦斯基-克拉斯诺夫起义。这次起义受到彼得格勒的容克兵变的支持，但很快被赤卫队尤其是拉脱维亚步兵分队镇压。
最初反对共产主义者的群体是声称忠于临时政府的哥萨克军队。顿河哥萨克的卡列金和西伯利亚哥萨克的谢苗诺夫都是其中的一员。过去沙皇时期的军官也发起反叛。11月，一战时期沙皇的参谋长阿列克谢耶夫将军开始在新切爾卡斯克组织志愿军。这支部队的志愿者好多都是俄国老兵、军校学员和学生。1917年12月，阿列克谢耶夫接纳了科尔尼洛夫、邓尼金和其他革命前因科尔尼洛夫事件后被捕而关押的地方逃出来的沙俄军官。1917年12月初，志愿军和哥萨克占领了罗斯托夫。
1917年11月“俄罗斯各族人民权利宣言”宣称沙皇统治下的各国应给予自主权后，布尔什维克在塔什干建立突厥斯坦委员会后开始在中亚地区夺取临时政府的权力。1917年4月，临时政府建立了这个委员会，其中大部分都是前沙皇时期的官员。布尔什维克曾于1917年9月12日试图控制塔什干的委员会，但行动失败，而且不少布尔什维克领导人被捕。然而，因为委员会缺乏当地人的支持且定居的俄罗斯人很少，他们不得不因为公众的强烈抗议迅速释放了布尔什维克犯人，并且两个月后的11月这个政权被接管。布尔什维克在1917年推翻临时政府的成功很大程度上归功于他们受到了中亚工人阶级的支持。1917年3月由1916年为沙俄政府去后方工作的俄罗斯定居者和当地人建立的伊斯兰劳动人民联盟于1917年9月在工业中心发起了多起罢工。
然而，在布尔什维克推翻临时政府后的塔什干，穆斯林精英在突厥斯坦建立了自治政府，通称“浩罕自治政府”（或简称浩罕）。白俄支持了这个政府几个月，由于布尔什维克军队与莫斯科失去了联系。
1918年1月苏俄在穆拉维约夫中校领导下进入乌克兰中央拉达控制的乌克兰地区并攻占基辅。在基辅兵工厂起义的帮助下，布尔什维克于1月26日攻占基辅。

### 与同盟国议和
作为他们在革命前对俄国人的承诺，布尔什维克决定立刻同德意志帝国和其盟友议和。弗拉基米尔·列宁的政治对手认为那个决定是由德皇威廉二世的外交部资助给予列宁所希望的，包含一场革命、俄国退出一战。这种怀疑受到德国外交部资助列宁返回彼得格勒的支持。然而，随着俄国临时政府发动的夏季攻势（1917年6月）的惨败，而且特别是夏季攻势惨败后临时政府打乱了俄军的编制，列宁实现承诺的和平就变得至关重要。甚至在夏季攻势失败前俄国人就对战争的继续进行感到怀疑。西方的社会主义者如比利时的埃米尔·王德威尔德从英法迅速地赶到俄国去劝说俄国继续参战，但无法改变俄国新的反战主义情绪。
1917年12月16日，俄国和同盟国之间的停战协议在布列斯特-立陶夫斯克签署并开始和谈。作为和平的条件，同盟國提出的条约割让大片前俄罗斯帝国土地给德意志帝国和奥斯曼帝国，极大地刺激了民族主義者和保守主义者。布尔什维克代表列夫·托洛茨基拒绝率先签署条约并继续观察单方面停火，遵循“没有战争就没有和平”的政策。
由此，1918年2月18日，德国和奧匈帝國在东线展开拳擊行動，德軍接連攻占愛沙尼亞、白俄羅斯及烏克蘭，在最后11天的战役中几乎没有遇到抵抗。签订正式的和约对布尔什维克来说是唯一的选择，因为俄军被解散，而且新组建的赤卫队无法阻止战线推进。他们也认为迫在眉睫的反革命分子的抵抗比承认条约更危险，而前者被列宁看作是世界革命的希望之光中短暂的一瞬。
苏维埃接受了和约，布列斯特-立陶夫斯克条约于3月6日签订。苏维埃仅仅把条约看作结束战争必要的权宜之计。因此，他们割让了大片土地给德意志帝国，德國在那裡建立了傀儡政權波蘭攝政王國、波羅的聯合公國和立陶宛王國，烏克蘭人民共和國及白俄羅斯人民共和國成立，並受德國保護。
1918年4月红军总兵力只有19.6万人。

### 1918年的乌克兰、南俄和高加索

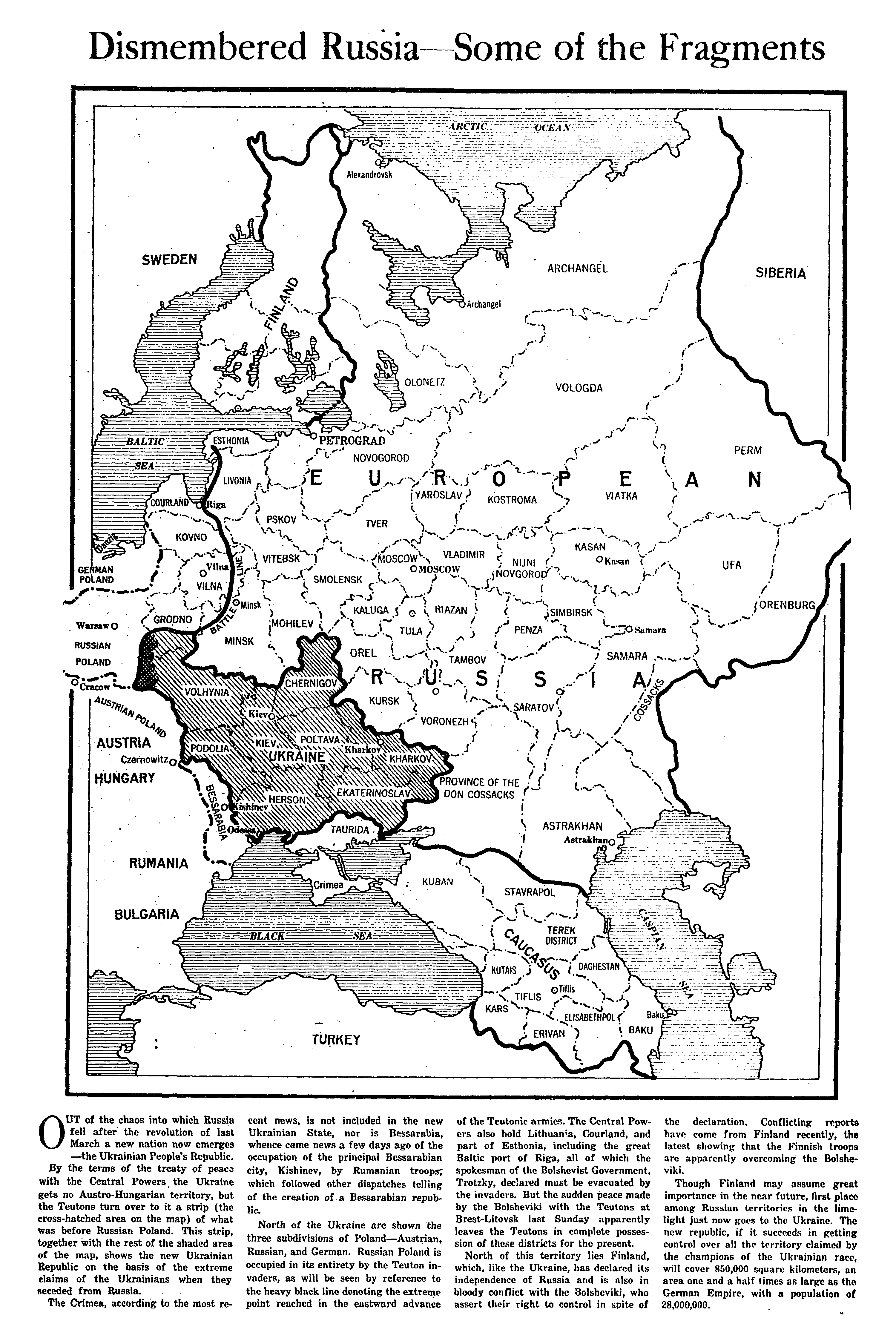
1918年2月出自《纽约时报》的文章显示了当时由乌克兰人民共和国宣称的俄罗斯帝国领土版图，在吞并奧匈帝國境內的西烏克蘭之前。

在苏维埃的压力下，志愿军于1918年2月22日在艰苦卓绝的冰冻三月乘船从叶卡捷琳诺达尔到库班，在那里他们加入库班哥萨克以准备在叶卡捷琳诺达尔的未遂袭击。苏维埃在次日夺回了罗斯托夫。科尔尼洛夫将军在4月13日的战斗中被击毙，而且邓尼金将军接管了指挥权。随着对他们的追踪者不停息的对抗军队成功打通道路撤退到顿河，那里反抗布尔什维克的哥萨克起义已经开始。
巴库苏维埃委员会于4月13日建立。德国的高加索远征军于6月8日到达波季。奥斯曼伊斯兰军（与阿塞拜疆结盟）于1918年7月26日把他们赶出巴库。随后，亚美尼亚革命联盟、右翼社会革命党和孟什维克开始和英国在波斯军队指挥官邓斯特维尔将军协商。布尔什维克和他们的左翼社会革命党同盟者反对，但7月25日苏维埃的大部分成员投票表决找英国人，并且布尔什维克放弃。巴库苏维埃委员会停止存在并被里海中部专制政权取代。
1918年6月，约9,000人的志愿军打响了他们的第二次库班战役。叶卡捷琳诺达尔在8月1日被包围并在3日陷落。9月到10月间，阿爾馬維爾和斯塔夫罗波尔发生了激烈的战斗。10月13日，卡杂诺维奇将军的师夺取了阿爾馬維爾，而且在11月1日，彼得·弗兰格尔保住了斯塔夫罗波尔。这段时间红军没人逃脱，而且在1919年初，整个北高加索从布尔什维克手中解放。
10月，俄国南部白军领导人阿列克谢耶夫将军死于心力衰竭。志愿军领袖邓尼金和顿河哥萨克首领克拉斯诺夫达成协议，全军统一在邓尼金的指挥下。南俄武装力量由此建立。

### 1918年的俄国东部和西伯利亚
捷克斯洛伐克军团的叛变爆发于1918年5月，而且军团于6月占领了车里雅宾斯克。同时，反布尔什维克的俄国军官组织设在彼得巴甫洛夫斯克和鄂木斯克。一个月内白军控制着从贝加尔湖到乌拉尔山区的大部分西伯利亚大铁路。夏季，布尔什维克在西伯利亚的势力被清除。西伯利亚临时自治政府在鄂木斯克成立。
7月底，白军向西扩展了战果，于1918年7月6日夺取叶卡捷琳堡。而在1918年7月17日叶卡捷琳堡陷落前不久，前沙皇和家庭被乌拉尔苏维埃政权处死以阻止他们落入白军手中。
孟什维克和社会革命党支持农民反抗苏维埃控制食物供应。1918年5月，在捷克斯洛伐克军团的支持下，他们占领了萨马拉和薩拉托夫，建立了被称为“科穆奇”的憲法制定議會議員委員會。7月，科穆奇的权力扩展到大部分由捷克斯洛伐克军团控制的地区。科穆奇实行了矛盾的社会政策，包含了民主主义乃至社会主义的措施，如建立八小时工作日，含有“恢复性”的措施，如归还工厂和土地给原来的所有者。喀山陷落后，弗拉基米尔·列宁要求派遣彼得格勒工人去喀山前线：“我们必须派遣大多数彼得格勒工人：（1）几十个像卡尤罗夫那样的‘领导人’；（2）几千个‘来自上层’的”。
经历了前线的一系列失败，战时人民委员托洛茨基建立了越来越多的严厉措施以阻止红军中未经许可的撤退、逃跑或者叛变。在作战时，契卡特别侦查部队，人称“全俄肃清反革命及怠工非常委员会特别惩罚部”或“特别惩罚旅”跟在红军后面，执行现场审理并立即处决从他们的阵地上逃跑、后退或者没有积极进攻热情的士兵及军官。托洛茨基拓展了对偶尔撤退或面对敌人逃跑的政治委员的死刑的利用。8月，红军部队持续不断的战报中的挫折在战火中被打破，托洛茨基批准建立督戰隊驻扎在不可靠的红军部队后面，带有对任何未经批准就从战线撤退的人射击的命令。

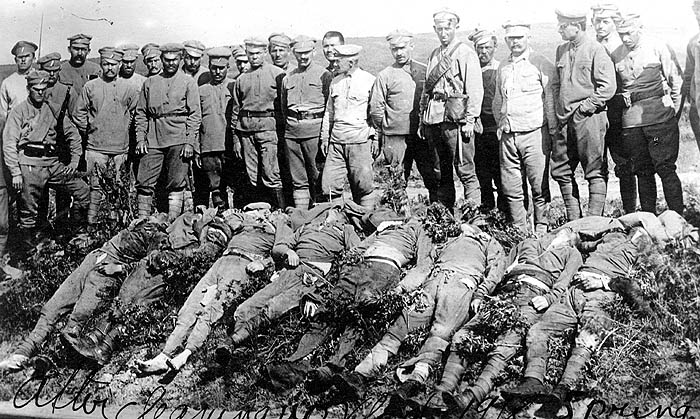
1918年，被布尔什维克在乌苏里岛尼科利斯克杀害的捷克斯洛伐克军团第八团士兵

1918年9月，西伯利亚临时政府科穆奇和其他反布尔什维克政府在乌法开会并同意在鄂木斯克组建新的臨時全俄政府，由五人内阁领导：三位社会革命党员（尼古拉·阿夫克先季耶夫、瓦西里·博尔德列夫和弗拉基米尔·津济诺夫）和两位立憲民主黨员（弗拉基米尔·维诺格拉多夫和彼得·沃洛戈茨基）。
1918年末，东部反布尔什维克白军包括了人民军（科穆奇）、西伯利亚军（属西伯利亚临时政府）和奥伦堡哥萨克起义军及西伯利亚、七河流域、贝加尔、阿穆尔及乌苏里哥萨克，名义上受乌法内阁任命的总司博尔德列夫将军指挥。
在伏尔加流域，弗拉基米尔·卡普佩尔上校于8月7日夺取了喀山，但红军于1918年9月8日随反攻夺回这座城市。11日，辛比尔斯克陷落，10月8日，薩馬拉陷落。白军向东撤退到乌法和奥伦堡。
在鄂木斯克，全俄临时政府很快受到了新的战争部长海军少将高爾察克的影响。11月18日，部分白俄军官发动政变，推举高爾察克成为独裁者。内阁成员被捕，高尔察克宣布成为“俄国最高统治者”。
1918年12月中旬，白军向东撤出乌法，但他们通过向彼尔姆的进军摆平了这次失败。彼尔姆于12月24日被攻克。

### 1918年的中亚
1918年2月红军推翻了白俄支持的突厥斯坦的浩罕自治政府。即使这一行动看起来巩固了布尔什维克在中亚的势力，更多的问题像盟军的介入一样降临到红军面前。1918年英国支持的白军给中亚的红军造成了极大的威胁。英国向那里派出了三位杰出的指挥官。一位是贝理中校，他从布尔什维克强行驱赶他的地方记录了一次去塔什干的任务。另一位是马里逊将军，他领导了以一小队英裔印军援助阿什哈巴德（今土库曼斯坦首都）的孟什维克的马里逊行动。然而他失去了对塔什干、布哈拉和希瓦的控制。第三位是邓斯特维尔少将，他在1918年8月到达以后仅用一个月就把布尔什维克赶出中亚。即使1918年因为英国的介入造成的曲折，布尔什维克仍继续以他们的影响力对中亚人民开展行动。俄国共产党第一次地方代表会于1918年6月在塔什干召开，为了支援当地的布尔什维克党。

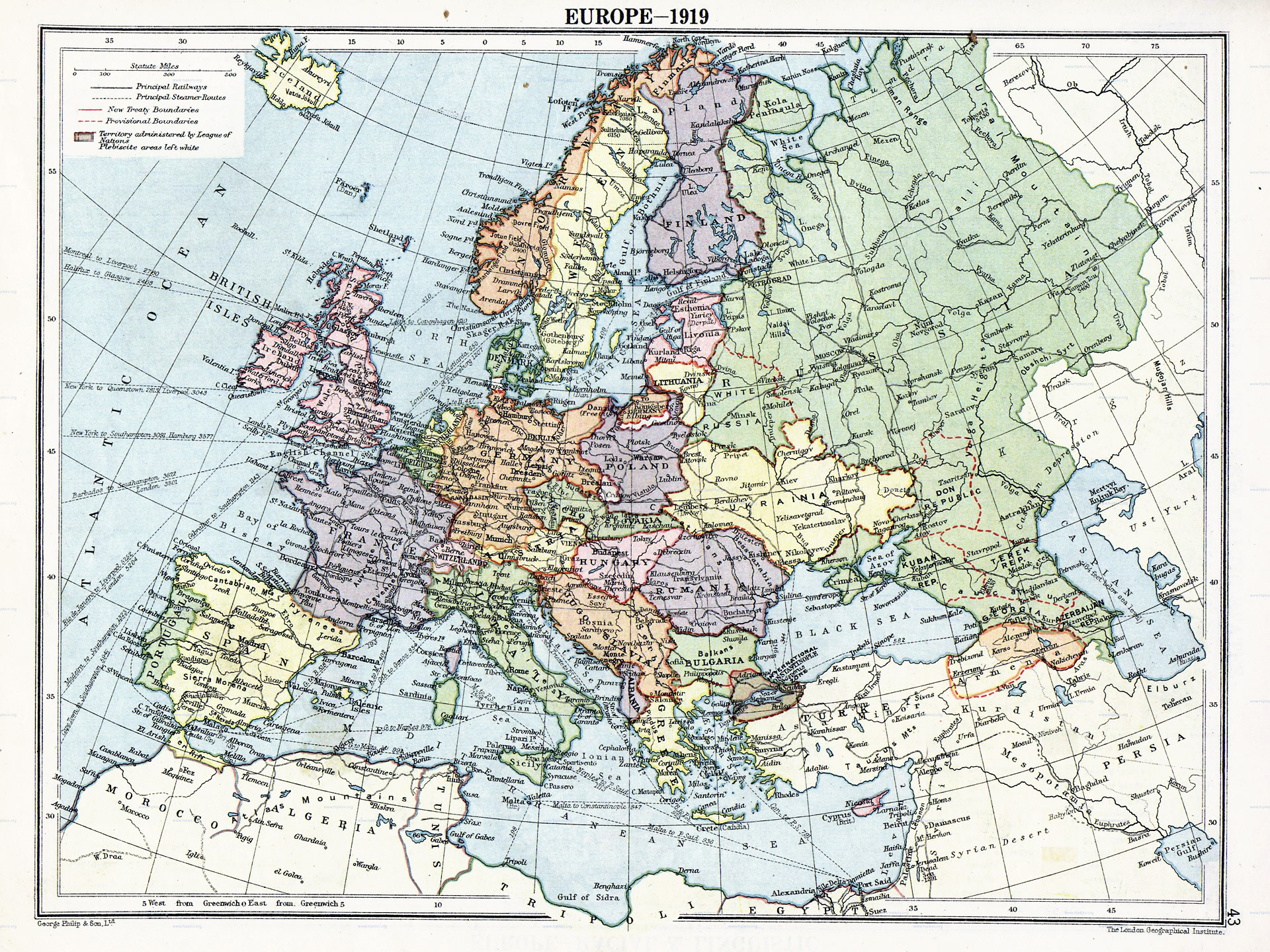
在布列斯特-立陶夫斯克和巴统条约签订后及塔尔图、卡尔斯和里加条约签订前伦敦地理研究所的1919年欧洲地图

### 左翼社会革命党起義
7月，两位左翼社会革命党和契卡成员布柳姆金和安德列耶夫暗杀了德国大使米尔巴赫。在莫斯科左翼社会革命党起义被布尔什维克利用契卡军事派遣镇压。列宁亲自就暗杀事件向德国道歉。随后大规模逮捕社会革命党员。

### 爱沙尼亚、拉脱维亚和彼得格勒
爱沙尼亚于1919年1月赶走了红军。波罗的海德意志志愿军于5月22日从红色拉脱维亚步兵团夺取了里加，但是爱沙尼亚第3师一个月后击败了波罗的海的德意志人，有力支持了拉脱维亚共和国的成立。

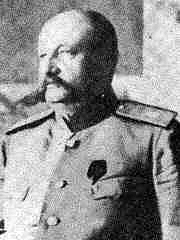
尼古拉·尤登尼奇将军

红军遇到了另一个潜在威胁——来自尤登尼奇将军，他用一个夏天的时间在爱沙尼亚组织北部军队并获当地英国人的支持。1919年10月，他尝试用约20,000人的兵力以突然袭击夺取彼得格勒。进攻很利落，用夜袭和骑兵闪电般的行动转变侧翼打败红军。尤登尼奇还有6辆英国坦克，这在它们出现的时候造成了恐慌。协约国给尤登尼奇给予了大量支援，然而尤登尼奇抱怨收到的援助不够。
10月19日，尤登尼奇的部队到达城市郊区。一些莫斯科布尔什维克中央委员会委员想放弃彼得格勒，但托洛茨基拒绝接受城市的丢失并亲自组织反攻。他宣称，“让15,000名退役军官组成的小分队去掌握700,000居民的工人阶级资产是不可能的。”他制订了在市区防守的策略，宣称这座城市将“在自己的地盘上捍卫自己”并且白军在加筑工事的街道的迷宫中迷失并“填满墓穴”。
托洛茨基把所有能拿起武器的男女工人武装起来，下令从莫斯科调兵。仅仅几个星期内红军就守住了彼得格勒并扩充了三倍于尤登尼奇的兵力。此时尤登尼奇缺乏物资，决定转移城市的包围圈并撤军，反复请求爱沙尼亚允许他的军队撤到边境上。然而，军队撤退经过边境就被爱沙尼亚政府下令解除武装并拘捕，他们于9月16日与苏俄政府加入了和谈，且苏俄当局11月6日通报了万一白军从边界撤入爱沙尼亚，红军将越境抓捕的决定。事实上红军攻击了爱沙尼亚军队的阵地，而且战斗一直持续到1920年1月3日停火生效。许多尤登尼奇的士兵随着塔尔图和约的签订而被流放。
芬兰将军曼纳海姆制定过芬兰人干涉支持俄国白军夺取彼得格勒的计划。他没有执行，却努力给予支持。列宁认为“完全肯定，来自芬兰的最细微的援助都能决定彼得格勒的战败”。
1918年底苏俄红军总兵力已增至300万人。

### 1919年的北俄
英国占领了摩尔曼斯克，在附近美国占领了阿尔汉格尔斯克。随着高尔察克在西伯利亚撤退，他们在冬季封冻港口之前撤军。

### 1919年的西伯利亚

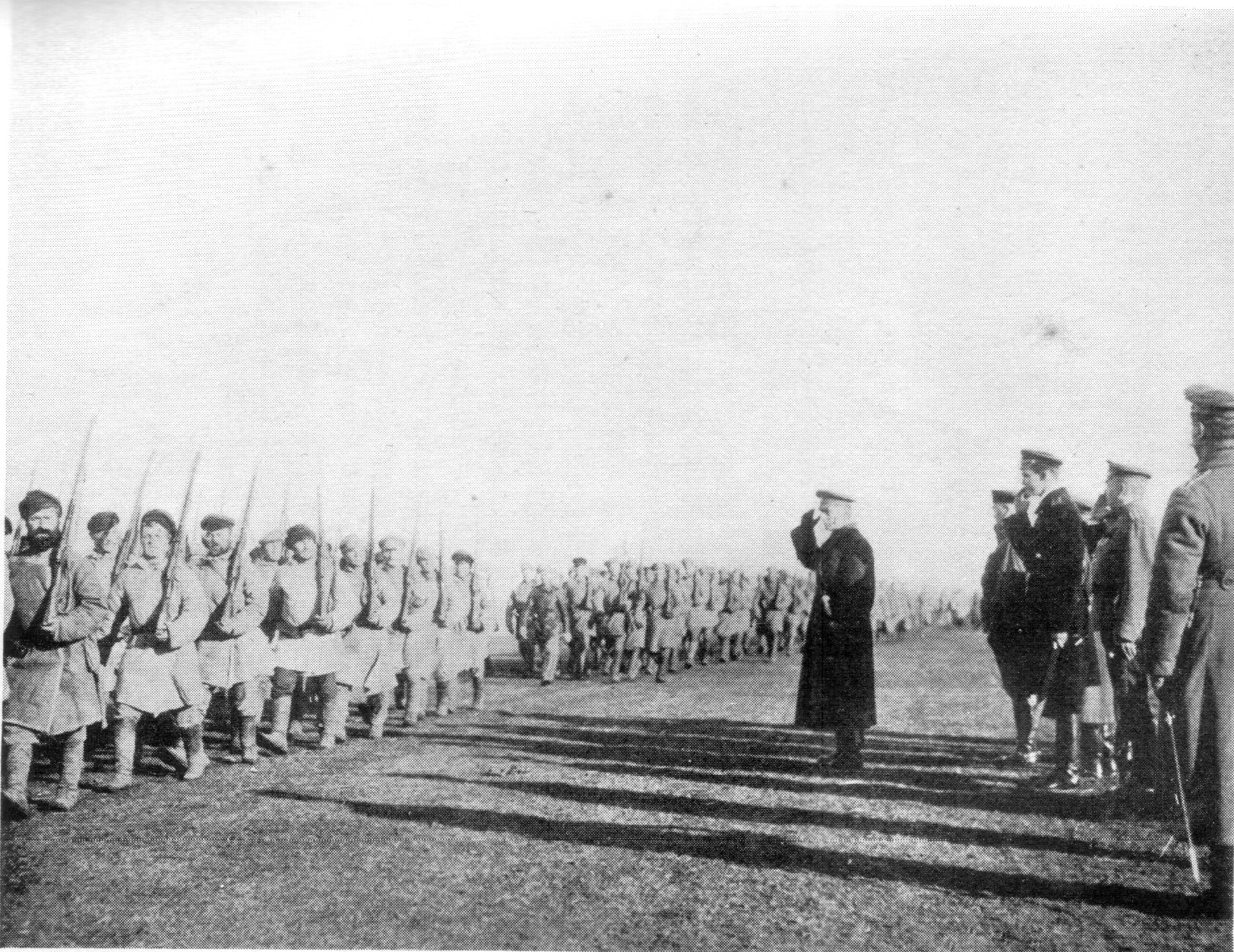
1919年，海军上将高爾察克检阅部队

1919年3月初，白军在东线发起总攻。3月13日夺回乌法；4月中旬，白军被阻滞在格拉佐夫-奇斯托波爾-布古利馬-布古魯斯蘭-沙尔雷克一线。红军在4月底展开对高尔察克部队的反攻。红军在猛将圖哈切夫斯基的指挥下，于5月26日夺权叶拉布加，6月2日夺取萨拉普尔，7日夺取伊熱夫斯克并继续推进。双方都有胜利和损失，但在夏季的中旬红军的规模超过了白军并设法夺回先前失去的土地。
随着在车里雅宾斯克的失败的进攻，白军退到托博尔河周边地区。1919年9月，白军在托博尔河展开进攻，最后一次尝试改变战况。但在10月14日，红军发起反攻并开始了白军向东的持续撤退。
1919年11月14日，红军夺取了鄂木斯克。海军上将高尔察克在这次失败后失去了对他的政府的控制，西伯利亚的白军部队在12月被彻底消灭。白军的东线撤退持续了3个月，直到1920年2月幸存者经过贝加尔湖到达赤塔并加入了格里戈里·谢苗诺夫的军队。

### 1919年的南俄
1918年末哥萨克无法组织起来并争取胜利。1919年他们开始出现物资短缺。因此，当苏俄在布尔什维克领导人安东诺夫-奥夫谢延科的领导下于1919年1月发起反攻的时候，哥萨克武装土崩瓦解。红军于1919年2月3日夺取基辅。

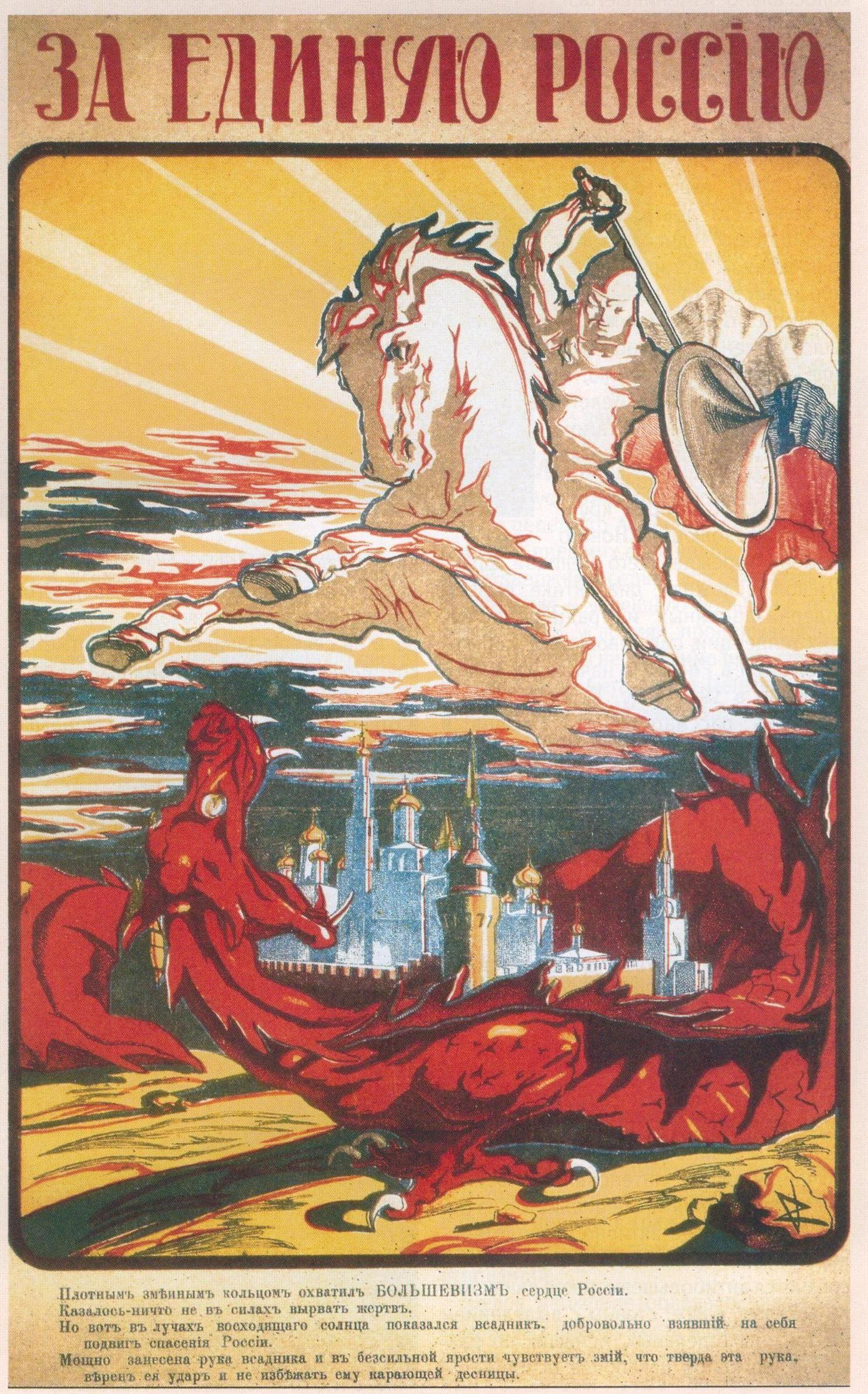
白军宣传海报“为了统一的俄国”把布尔什维克描绘成倒下的红色共产主义巨龙，并把白军比作十字军骑士。

邓尼金的武装力量在1919年春季持续扩张。在1919年冬春之交的几个月里，局势难料的恶战发生在顿巴斯，那里正在进攻的红军遭遇了白军。同时，邓尼金的南俄武装力量完成了对北高加索红军的歼灭并向察里津进军。在4月底5月初，南俄武装力量在从第聂伯河到伏尔加河的所有战线进攻，而且在夏季开始的时候他们赢得了多次战役。法军抵达敖德萨但后来几乎没有战斗，1919年4月8日撤军。6月中旬红军从克里米亚和敖德萨被追赶。邓尼金的部队夺取了哈尔科夫和别尔哥罗德。同时白军在弗兰格尔的指挥下于1919年6月17日占领察里津。6月20日，邓尼金發出“进军莫斯科令”，命令所有南俄武装力量准备进军莫斯科。
英国即使从战区撤军，仍在1919年给白军留下重要的军事援助（钱、武器、食物、军火和一些军事顾问）。
夺取察里津后，弗兰格尔向薩拉托夫推进，但托洛茨基看到他和高尔察克联合会命令集中大规模兵力对付红军的危险，以巨大的损失击退了他的进攻。当高尔察克的军队在6-7月开始向东撤退，大部分红军在西伯利亚的威胁被解除，集中对付邓尼金。
邓尼金的武装构成了真正的威胁，并且随着时间的推移而威胁到莫斯科。红军因各条战线的战斗被削弱，8月30日被打出基辅。库尔斯克和奥廖尔被夺走。哥萨克武装顿河军在康斯坦丁·马蒙托夫将军指挥下继续向北进军沃罗涅日，但图哈切夫斯基的军队于10月24日在那里击溃了他们。图哈切夫斯基的军队转向了另一个威胁，邓尼金将军重建的志愿军。
白军反抗苏维埃的高潮在1919年9月打响。当时邓尼金的武装危险地过度扩展。白军前线没有纵深或者稳定：那里成为一连串进展很慢没有后备的临时纵队的巡逻。缺乏弹药、火炮和新的后援，邓尼金的武装在1919年10月和11月的一系列的战役中决定性地溃败。红军于12月17日夺回了基辅，而且战败的哥萨克向后逃往黑海。
当白军在中部和东部被击溃的时候，他们成功的把内斯托尔·马赫诺的无政府主义黑军（正式名称为乌克兰革命起义军）赶出了乌克兰南部和克里米亚。尽管这样的挫折，莫斯科拒绝援助马赫诺和黑军并拒绝给乌克兰无政府主义武装提供武器。
白军主力志愿军和顿河军向顿河后撤，到罗斯托夫。一小部分（基辅和敖德萨部队）撤到敖德萨和克里米亚，前者在1919–1920年冬季阻滞了布尔什维克。

### 1919年的中亚
1919年2月英国政府从中亚撤军。即使这对于红军来说是个胜利，白军在俄国欧洲部分及其他地区的进攻打断了莫斯科与塔什干之间的联系。一段时间来，中亚地区已经完全从西伯利亚的红军部队中被切断。即使通讯上的失败削弱了红军，布尔什维克仍然通过3月召开的第二届党代会努力支持布尔什维克党组织。这次会议上俄国布尔什维克党的穆斯林区域办事机构成立。布尔什维克党继续通过对中亚人民更好的表现及保持中亚人民的融洽留下印象尝试并给予当地人民支持。
西伯利亚和俄国欧洲部分的红军部队通讯上的困难在1919年11月中结束。因为红军在中亚北部取得了成功，与莫斯科的联系得到重建，并且布尔什维克宣布在突厥斯坦战胜白军。

### 1920年—1921年的南俄、乌克兰和喀琅施塔得

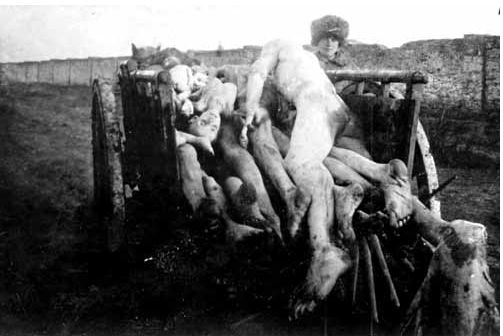
1921年俄国大饥荒的受难者

1920年之始，南俄红军主力迅速地向顿河撤退，到罗斯托夫。邓尼金希望控制住顿河的渡口，并重组他的部队，但白军无法控制顿河流域，并在1920年2月底开始经库班向新罗西斯克撤退。新罗西斯克的草率疏散被证明对白军是黑暗的。约40,000人通过俄国和同盟国船只从新罗西斯克撤到克里米亚，没有马匹或任何重武器，同时约20,000人留下来并解散或者被红军俘获。
随着惨痛的新罗西斯克撤退，邓尼金退出，军事委员会选举弗兰格尔为白军新的总司令。他能恢复对士气低落的部队的指挥并能让部队重新以常规武装的姿态继续战斗。这在1920年间在克里米亚维持了有组织的武装力量。
在莫斯科的布尔什维克政府与内斯托尔·马赫诺和乌克兰无政府主义者签订军事和政治同盟后，黑军在乌克兰南部攻击并战胜了弗兰格尔部队的几个团，迫使他在他能夺取当年收获的粮食之前撤退。由于他努力巩固自己的控制，弗兰格尔后来向北进攻以试图利用近期红军在1919–1920年波苏战争结束时失利的优势。这次攻势最终被红军阻止，而且弗兰格尔的部队被迫于1920年11月撤到克里米亚，被红军和黑军的骑兵和步兵追赶。弗兰格尔及其残余势力于1920年11月14日从克里米亚撤到君士坦丁堡。由此红军和白军在俄国南部的战斗结束。

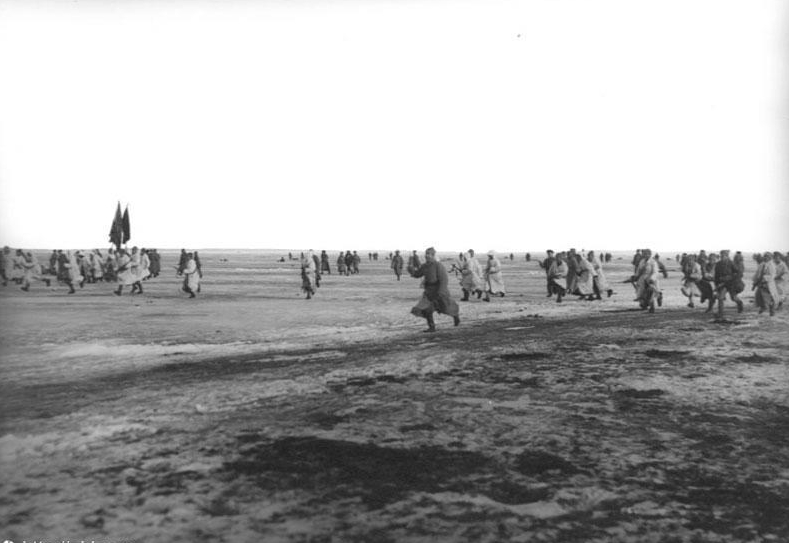
1921年3月，红军进攻喀琅施塔得水兵

打败弗兰格尔后，红军立刻撕毁了1920年和内斯托尔·马赫诺的盟约并攻击无政府主义黑军；清除马赫诺和乌克兰无政府主义者的战役随着契卡特工对马赫诺的未遂暗杀开始。由于被布尔什维克共产主义政府的持续镇压及其任用契卡消灭无政府主义分子激起的愤怒，喀琅施塔得爆发水兵暴动，随后是农民起义。红军在1921年残忍地加强了对无政府主义武装及其支持者的进攻。

### 1920年—1922年的西伯利亚和远东
在西伯利亚，海军上将高尔察克的军队被击溃。他在失去鄂木斯克和任命格里戈里·谢苗诺夫为西伯利亚白军新的指挥官后放弃了指挥权。不久，高尔察克在他没有军队保护下抵达伊尔库茨克并在伊尔库茨克被愤怒的捷克斯洛伐克军团逮捕，之后被移交给社会革命党的政治中心。六天后，这一政权被布尔什维克控制的军事革命委员会取代。2月6日至7日间，在白军到达之前，高尔察克和他的总理维克托·佩佩利亚耶夫被击毙，尸体从冰面被扔进冰冷的安加拉河。
高尔察克的残余部队到达外貝加爾山脈并加入格里戈里·谢苗诺夫的军队，组成远东军。在日本的支持下，他们能守住赤塔，但日本从外貝加爾山脈撤军后，谢苗诺夫的军队无法坚持，他在1920年11月被红军击败，并到中国避难。曾计划吞并阿穆尔的日本人最终在布尔什维克军队逐渐地掌控俄国远东地区时撤兵。1922年10月25日，海参崴落入红军手中，阿穆尔河沿岸临时政府灭亡。
内战结束前，红军总兵力550万人。

## 后果

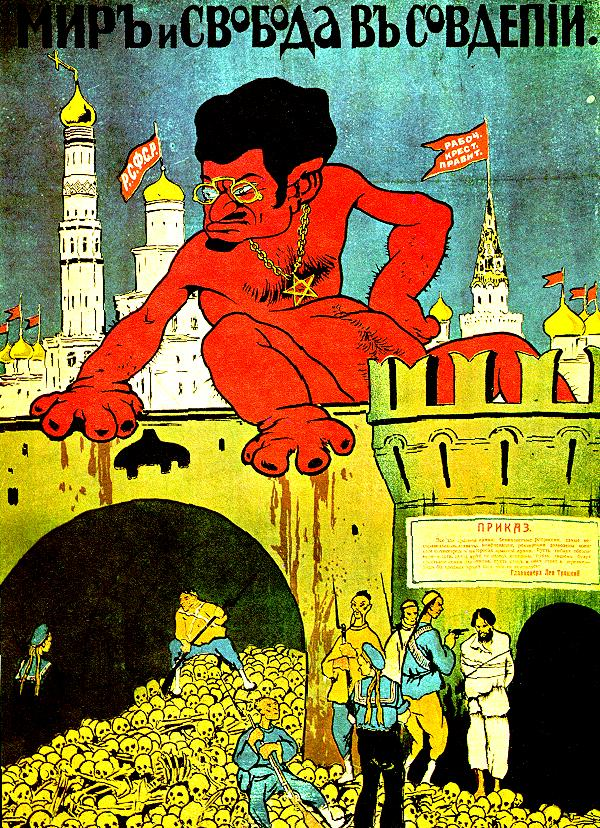
托洛斯基在白军的宣传画上成了魔鬼，依靠水兵和中国人杀害俄国人

### 后续的抵抗
在中亚，红军仍在1923年面临抵抗，在那里巴斯玛奇（伊斯兰游击武装）建立起来并袭击布尔什维克接管的地区。苏维埃在中亚雇用了非俄罗斯族人来抵抗巴斯玛奇，如东干骑兵团的司令马三奇。直到1934年共产党都没有完全解散这一小组。
安纳托利·佩佩里亚耶夫在阿扬-迈斯基区坚持武装抵抗到1923年6月。而库页岛北部仍被日本占领，直到1925年日本和苏联签订条约为止。

### 伤亡及破坏

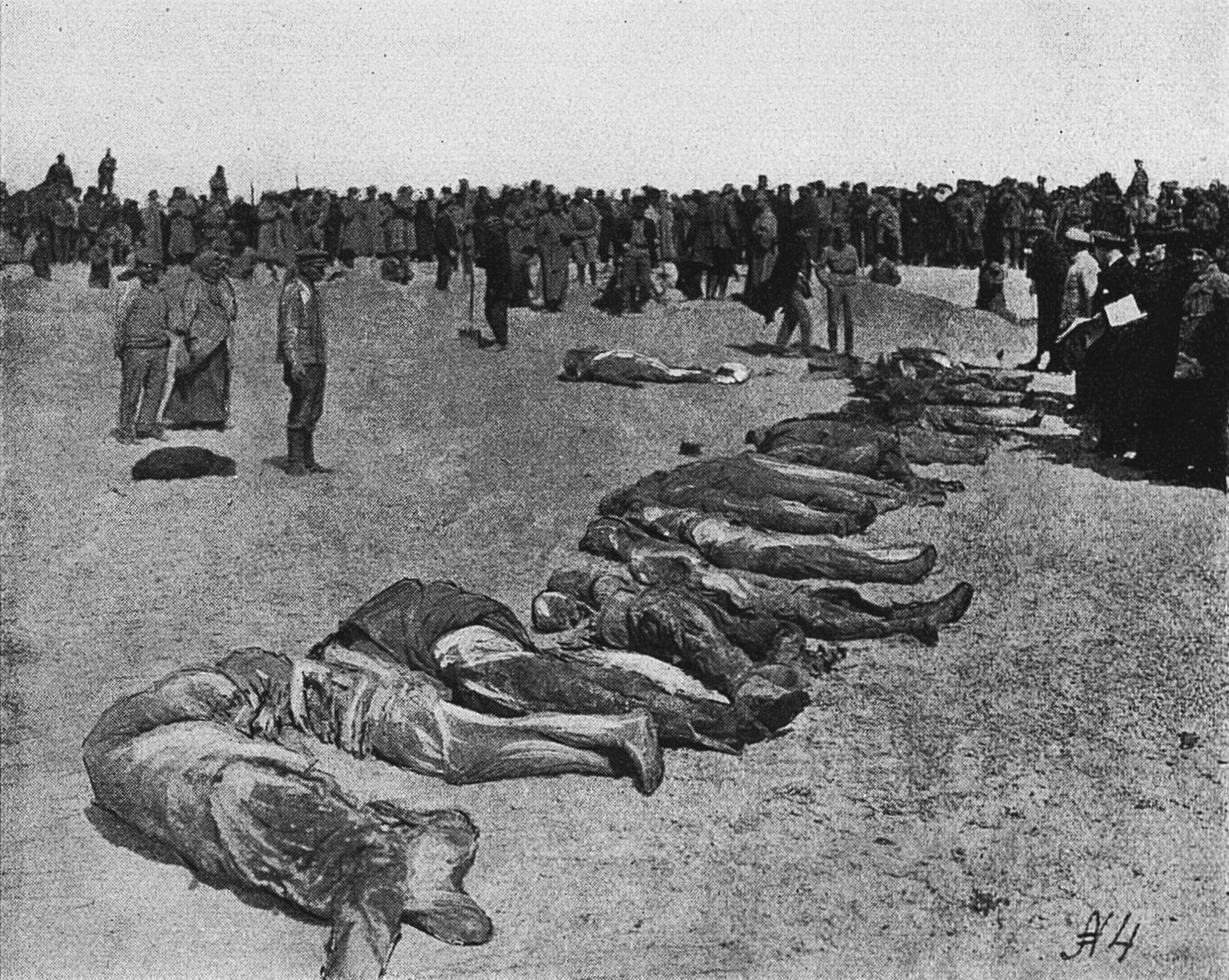
1918年克里米亚红色恐怖牺牲者

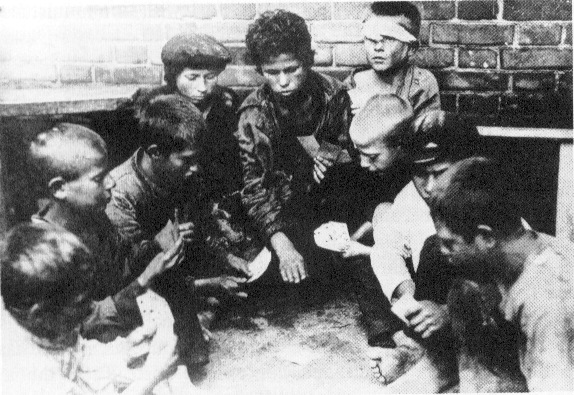
俄国内战时期的流浪儿童

内战造成的后果很严重。苏联人口统计学家鲍里斯·乌尔拉尼斯估计内战和波苏战争总共造成300,000人（红军125,000人，白军和波兰人175,500人）被杀，双方死于疾病的军事人员总共有450,000人。
红色恐怖期间，契卡就地处决了“阶级敌人”至少250,000次，据估计死者有一百万人以上。
300,000–500,000哥萨克被杀或在去哥萨克化运动中被驱逐，人数超过三百万。据估计100,000名犹太人在乌克兰被杀，许多人死于红军之手。1918年5月至1919年1月间顿河哥萨克的刑罚机构处死了25,000人。高尔察克政府仅在叶卡捷琳堡省就击毙了25,000人。
内战末期，苏俄被耗竭且近乎毁灭。1920至1921年的干旱以及1921年的饥荒使灾难更为严重。疾病大规模流行，仅1920年就有3,000,000人死于斑疹傷寒。一百多万人还死于大规模饥荒、交战双方的大规模屠杀和乌克兰和南俄对犹太人的迫害。1922年，世界大战和内战将近10年的破坏造成俄国有至少7,000,000流浪儿。

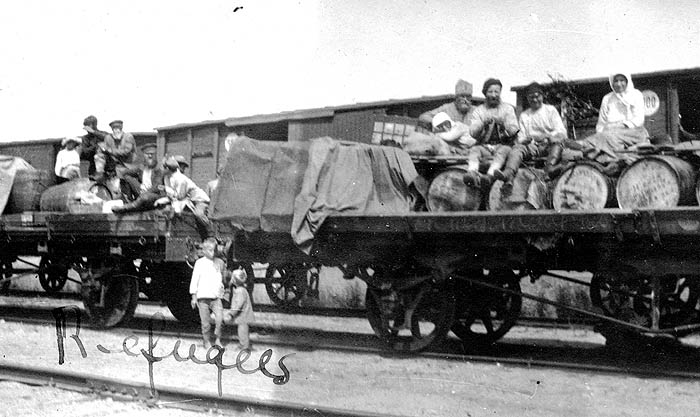
平车上的难民

另外1到2百万被称作白俄的人离开俄国——许多跟随弗兰格尔出逃，一些经过远东，其他人向西到达新独立的巴尔干国家。这些人又有不少是在俄国受过良好教育的专业人士。
俄国经济被战争彻底破坏，工厂和桥梁被破坏，牲畜和原材料被掠夺，矿场被淹没，机器被毁。工业产值降至1913年的七分之一，农业产值降至三分之一。根据《真理报》，“城镇的工人和一些村庄在饥饿的剧痛中窒息，铁路勉强能通车，房屋倒塌，城镇充满了废物，传染病蔓延且死亡降临——工业被破坏了。”
据估计1921年工矿总产量下降到世界大战之前水平的20%，而且许多重要的项目经历了一次更剧烈的衰退。例如，棉花产量下降到5%，钢铁下降到战前水平的2%。
战时共产主义在战争期间挽救了苏维埃政权，但大部分的俄国经济停滞不前。农民以拒绝耕种土地回应征粮。1921年，耕地规模降至战前的62%，而且收获量仅有正常时期的37%。马匹的数量从1916年的3500万降至1920年的2400万，牲畜从5800万降到3700万。美元汇率从1914年2卢布降到1920年1,200卢布。
随着战争的结束，共产党不再遭遇对其存在和权威的激烈的军事威胁。然而，另一次干预威胁，加上其他国家社会主义革命的失败，尤其是德国革命，促成苏俄社会持续的军事化。即使俄国经历了快速的经济增长，一战和内战的共同影响在1930年代给俄国社会留下了持久的伤疤，并对苏联的发展造成持久的影响。
英国历史学家奥兰多·费吉斯称白军失败的根源是他们无法消除他们热爱沙俄并支持恢复沙皇制的公众印象。

### 领土变更
俄国内战期间，波兰通过波苏战争占领了西乌克兰和西白俄罗斯的近46万平方公里土地，但由于波兰领土为恢复到其亡国之前的疆域，所以波兰政府一直在计划进一步进攻苏联，苏联政府也以为波兰占领苏联领土而对波兰持敌视态度，但苏联直到1939年才重新控制了这些地区。

### 简明时间表
1917年10月——克伦斯基和他的支持者逃出彼得格勒。
1918年1月5日——赤卫队在列宁的指挥下破坏制宪会议。
1918年1月28日——托洛茨基创建红军。
1918年3月——布尔什维克为了安全和更好的通信从彼得格勒迁都莫斯科，以其在领土的中心。
1919年10月14日——邓尼金的军队逼近距莫斯科300公里的奥廖尔。
1919年10月22日——白军逼近彼得格勒郊区，托洛茨基组织反击。
1919年11月初——西方盟国为白军提供支援。
1920年2月7日——高尔察克在被捷克军团移交后被布尔什维克逮捕。
1920年4月——波兰人被布尔什维克赶回波兰。
1921年——一些人继续战斗，但白军被击溃。

## 相关文艺作品

### 文学
- 《苦难的历程》（1922年—1941年），阿列克谢·尼古拉耶维奇·托尔斯泰著
- 《夏伯阳》（1923年），德米特里·富尔曼诺夫著
- 《铁流》（1924年），亚历山大·绥拉菲莫维奇著
- 《红色骑兵军（英语：Red Cavalry）》（1926年），伊扎克·巴别尔著
- 《毁灭（俄语：Разгром (роман)）》（1927年），亚历山大·法捷耶夫著
- 《钢铁是怎样炼成的》（1934年），尼古拉·奥斯特洛夫斯基著
- 《乐观的悲剧（英语：An Optimistic Tragedy）》（1934年），弗谢沃洛德·维什涅夫斯基著
- 《静静的顿河》（1928年—1940年），米哈伊爾·肖洛霍夫著
- 《顿河流向大海（英语：The Don Flows Home to the Sea）》（1940年），米哈伊尔·肖洛霍夫著
- 《齊瓦哥醫生》（1957年），鲍里斯·帕斯捷尔纳克著
- 《白卫军》（1966年），米哈伊尔·布尔加科夫著
- 《拜占庭永存（英语：Byzantium Endures）》（1981年），迈克尔·穆考克著
- 《切文古尔（英语：Chevengur (novel)）》 （1988年），安德烈·普拉东诺夫著
- 《巨人的陨落》（2010年），肯·福莱特著

### 影视
- 《成吉思汗的后代》（1928年）
- 《夏伯阳》（1934年）
- 《保尔·柯察金》（1956年）阿·阿洛夫、弗·纳乌莫夫执导
- 《静静的顿河》（1958年）
- 《日瓦戈医生》（1965年）
- 《赤色分子》（1981年）
- （2008年）
- 《黑太阳》 （2017年）
- 《第41》（1956年）

## 延伸阅读
- 弗拉基米尔·N·布罗夫金. Behind the Front Lines of the Civil War: Political Parties and Social Movements in Russia, 1918–1922. 普林斯頓大學出版社, 1994. ISBN 978-0-691-03278-8
- David Bullock. The Russian Civil War 1918–22. 魚鷹出版, 2008. ISBN 978-1-84603-271-4
- T.N. Dupuy. The Encyclopedia of Military History (many editions) Harper & Row Publishers.
- Peter Kenez. Civil War in South Russia, 1918: The First Year of the Volunteer Army, Berkeley, 加利福尼亚出版社, 1971.
- Peter Kenez. Civil War in South Russia, 1919–1920: The Defeat of the Whites, Berkeley, 加利福尼亚出版社, 1977.
- W. Bruce Lincoln. Red Victory.
- Evan Mawdsley. The Russian Civil War. New York: Pegasus Books, 2007.
- George Stewart. The White Armies of Russia: A Chronicle of Counter-Revolution and Allied Intervention.
- David R. Stone. "The Russian Civil War, 1917–1921," in The Military History of the Soviet Union.
- Geoffrey Swain. The Origins of the Russian Civil War.

## 參閱
- 蘇聯軍隊列表（英语：list of Soviet armies）